# Tohány
Tohány (korábban Nemestohány, szlovákul Tuchyňa, korábban Zemianska Tuchyňa) község Szlovákiában, a Trencséni kerületben, az Illavai járásban.

## Fekvése
Illavától 5 km-re északra fekszik.

## Története
A község területén a bronzkorban a lausitzi és puhói kultúra települése állt.
A mai települést 1243-ban „Tuhine” alakban említik először. 1259-ben „Thuhene”, 1409-ben „Tuchina”, 1439-ben „Twchyna” néven szerepel a korabeli forrásokban. Oroszlánkő várának uradalmához tartozott, melynek majorja is volt itt, részben helyi nemesek birtokolták. 1598-ban 44 ház állt a településen. 1720-ban 29 volt az adózók száma. 1784-ben Urasági Tohány 59 házában 373 lakos élt, Nemestohánynak 11 háza volt 38 lakossal.
A 18. század végén Vályi András így ír róluk: „TUCHINA. Nemes Tuchina, Uraság Tuchina. Két tót falu Trentsén Várm. földes Uraik Tuchinovszky, és Gróf Königszeg Uraságok, lakosaik katolikusok, fekszenek Pruszkához közel, és annak filiáji; földgyeik jók, réttyek, legelőjök, fájok van.”
1828-ban Urasági Tohánynak 59 háza volt 438 lakossal, Nemestohány 8 házában 92 lakosa élt. Lakóik mezőgazdasággal, gyümölcstermesztéssel foglalkoztak.
Fényes Elek 1851-ben kiadott geográfiai szótárában így ír a faluról: „Tuchina,tót f. 11 romai, 43 görög kath., 182 evang., 12 zsidó lak. Hegyes határ. Nagy erdő. F. U. Keczer nemz.”
1919-től szeszfőzde működött a községben. A trianoni békéig Trencsén vármegye Puhói járásához tartozott.

## Népessége
| Év:            | 1994. | 2004.   | 2014. | 2024.    |
| -------------- | ----- | ------- | ----- | -------- |
| Emberek száma: | 742   | 779     | 779   | 866      |
| Eltérés:       |       | +4,98 % | +0 %  | +11,16 % |

| Év:            | 2023. | 2024.   |
| -------------- | ----- | ------- |
| Emberek száma: | 862   | 866     |
| Eltérés:       |       | +0,46 % |

1910-ben 567, túlnyomórészt szlovák lakosa volt.
2001-ben 772 lakosából 757 szlovák volt.
2011-ben 778 lakosából 765 szlovák volt.